# Ирод Велики
Ирод I Велики (на старогръцки: Ἡρῴδης), е от 37 пр.н.е. до 4 пр.н.е. цар на Юдея, Галилея, Самария и други територии. Той е поставен от Рим като проконсул. Той става родоначалник на династията на Иродиадите.

## Биография
Ирод е вторият син на Антипатър Идумейски, цар на Идумея, от съпругата му Кипрос, която е набатейка. Римляните го поставят на трона на Юдея след отслабването на династията на Хасмонеите и кратък период на партски контрол върху областта. С гъвкава и енергична политика по време на гражданските войни при създаването на Римската империя той успява да си създаде влияние в Рим и да се утвърди задълго като владетел на Юдея.
Ирод е силно непопулярен сред еврейските си поданици, които го смятат за узурпатор и чужденец – заради идумейския му произход и съмнителната му привързаност към юдаизма, наложен принудително в Идумея по времето на баща му. Както християнският Нов завет, така и еврейски автори като Йосиф Флавий, описват подробно извършваните от него династични убийства, обичайни за елинистичните владетелски дворове. В същото време описаното в Новия завет масово убийство на деца, като опит да се препятства предполагаемото бъдещо възцаряване на Месията, не е отбелязано в други източници и вероятно е базирано на старозаветната история за детството на Моисей.
Ирод развива мащабна строителна дейност на много места в Юдея. Най-мащабният му проект е голяма реконструкция и разширение на Йерусалимския храм, които продължават дълго след смъртта му.
Ирод умира около 4 година пр. Хр. в Йерихон. След смъртта му неговите владения са разделени от римляните между четирима негови родственици – Иродова тетрархия, – а няколко години по-късно Юдея е превърната в римска провинция.

## Ирод в Новия завет
Според Библията, по време на управлението на Ирод Велики, във Витлеем се ражда Иисус Христос. Царят научава, че няколко влъхви от Изтока, водени от звезда, са дошли в Йерусалим, за да се поклонят на новия цар на Юдея и за идването им се разчува из града. Смутен, юдейският цар събира всички първосвещеници и книжници. Те му цитират пророчество от Стария завет, което гласи, че от Витлеем ще излезе велик вожд на закриляния от Бога народ на евреите. Ирод Велики повиква източните мъдреци при себе си, научава от тях кога именно им се е явила звездата и ги праща да разпитат за Младенеца и щом намерят точното място на което се намира Месията, да му се обадят, за да отиде и той да се поклони на новия цар. Мъдреците намират новородения Христос, покланят му се и принасят дарове в негова чест. След това те получават откровение насън и не се връщат в Йерусалим при Ирод, а по други пътища се завръщат в своите земи. Когато научава за нарушаването на обещанието им, царят предприема отчаяна мярка – за да е сигурен, че наскоро роденият претендент ще умре, той разпраща из владенията си, а особено – във Витлеем – хора, които да избият „всички новородени момчета от 2 г. и надолу“. Междувременно на Йосиф и Мария се е явил ангел, който да ги предупреди за грозящата бебето им опасност. За да го спасят те забягват в Египет. Завръщат се във Витлеем, след като научават за смъртта на Ирод Велики (4 г. пр.н.е.), но чувствайки се застрашени и от сина му Ирод Архелай, трайно се заселват заедно с Исус в отдалечения град Назарет, Галилея.

## Съпруги и деца
| Съпруги                                                                          | Деца |
| -------------------------------------------------------------------------------- | --- |
| Дорис                                                                            | - син Антипатър II, екзекутиран 4 пр.н.е.                                                                           |
| Мариамна I, дъщеря на Александър от династията Хасмонеи, екзекутирана 29 пр.н.е. | - син Александър, екзекутиран 7 пр.н.е. - син Аристобул IV, екзекутиран 7 пр.н.е. - дъщеря Салампсио - дъщеря Кипро |
| Мариамна II, дъщеря на първосвещеник Симон бен Боет                              | - син Ирод Боет |
| Малтака от Самария                                                               | - син Ирод Архелай – етнарх - син Ирод Антипа – тетрарх - дъщеря Олимпия                                            |
| Клеопатра от Йерусалим                                                           | - син Ирод Филип – тетрарх - син Ирод                                                                               |
| Палас                                                                            | - син Фасаел |
| Файдра                                                                           | - дъщеря Роксана |
| Елпис                                                                            | - дъщеря Салома |
| братовчедка (име неизвестно)                                                     | - не са известни деца                                                                                               |
| племенница (име неизвестно)                                                      | - не са известни деца                                                                                               |

Вероятно Ирод има повече деца.